# Alpha și Omega 7: Marea înghețare
Alpha și Omega 7: Marea înghețare (engleză Alpha and Omega 7: The Big Fureeze) este un film de animație american în CGI, lansat pe 8 noiembrie 2016 de Lionsgate Films. Acesta reprezintă cea de-a șasea continuare din seria de filme Alpha și Omega. Regizorul filmului este Tim Maltby, care de fel a regizat și toate celelalte filme din franciză.
Filmul a primit recenzii pozitive, iar fanii au fost de acord că este un mare progres față de cel precedent Săpături de dinozaur. A fost felicitat pentru scenele de acțiune, umorul său, scenele cu Kate și Humphrey, momentele înduioșătoare și pentru tonul mai serios și întunecat față de celelalte filme.
Premiera în România a filmului a fost pe 5 martie 2017 pe canalul Boomerang, ca parte a programului Boomerang Cinema.

## Premisă
Kate și Humphrey plec în căutarea de mâncare pentru a o proviziona pentru iarnă, dar sunt prinși și întemnițați de un viscol fatal. Acum depinde de cei trei lupișori, Stinky, Claudette și Runt, cu ajutorul ursulețului Brent și porcușorul spinos Agnes, să îi găsească pe cei doi lupi pierduți și să îi readucă acasă în siguranță.

## Voci
- Ben Diskin - Humphrey, Urs #1
- Kate Higgins - Kate, Stinky
- Debi Derryberry - Runt
- Lindsay Torrance - Claudette
- Blackie Rose - Regele Lup Roșcat
- Shaun Gerardo - Hench
- Solomon Gartner - Lyle, Link
- Maxwell Bentley - Winston
- Cindy Robinson - Eve
- Richard Gordon - Brent, Veveriță, Urs #2, Urs #3
- Mela Lee - Agnes
- Chris Smith - Paddy, Marcel

## Legături externe
- Alpha și Omega 7: Marea înghețare la Internet Movie Database